# Fernando Sabino

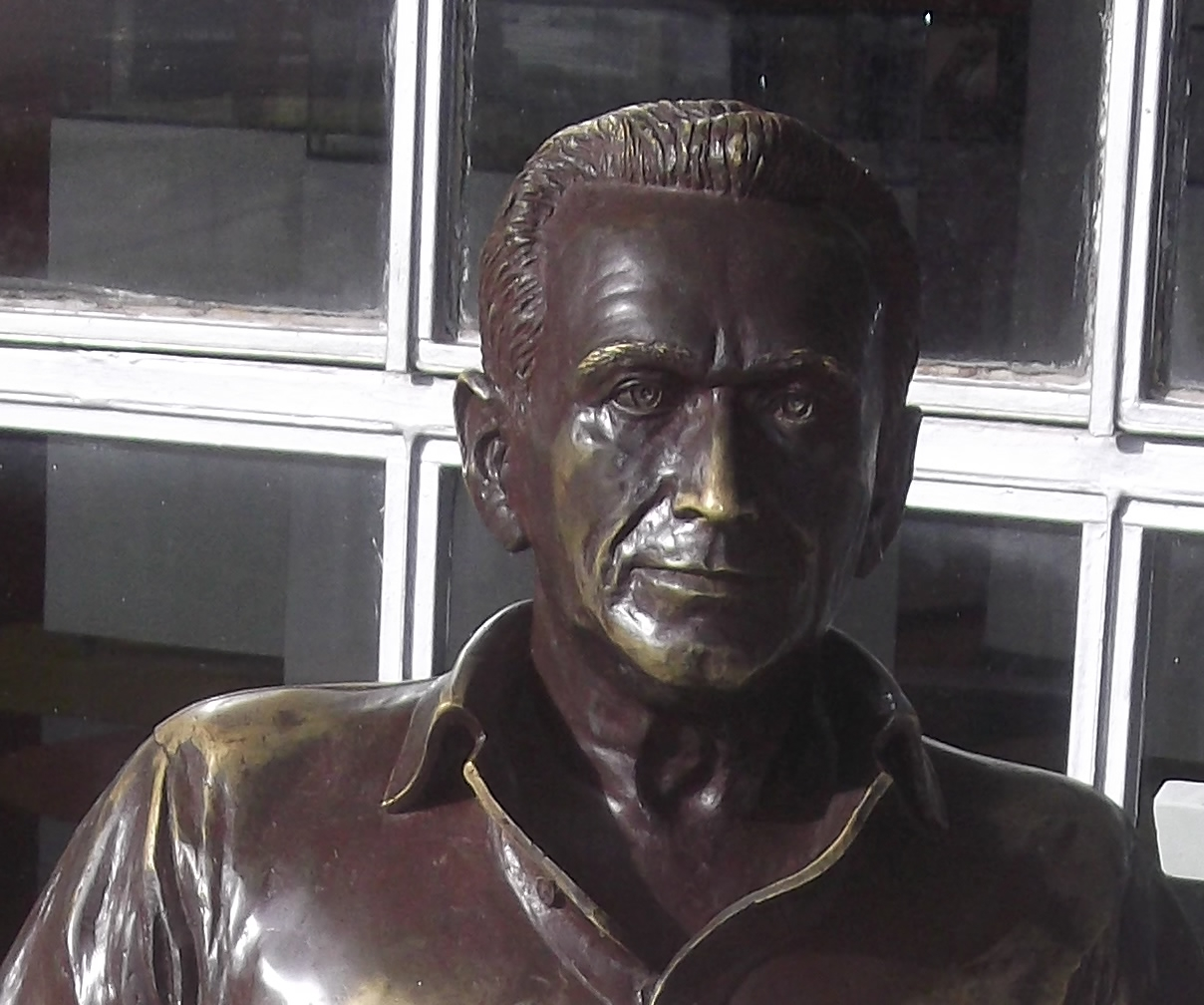
Denkmal vor der Biblioteca Pública Estadual Luiz de Bessa, Belo Horizonte

Fernando Tavares Sabino (* 12. Oktober 1923 in Belo Horizonte, Minas Gerais; † 11. Oktober 2004 in Rio de Janeiro) war ein bedeutender brasilianischer Schriftsteller und Journalist.

## Leben
Während seiner Jugend war Sabino Radiosprecher und begann, mit Artikeln und Erzählungen regelmäßig zu den Zeitschriften seiner Heimatstadt Belo Horizonte beizutragen. Dabei gewann er einige Preise bei Wettbewerben.
Zu Beginn der 1940er Jahre begann er, Rechtswissenschaften zu studieren. Er begann gleichzeitig seine Journalistenlaufbahn als Redakteur bei der Zeitung Folha de Minas. Sein erster Band mit Erzählungen, Os Grilos não Cantam Mais (Die Grillen singen nicht mehr) wurde in Rio de Janeiro 1941 veröffentlicht.
Später wurde er Mitarbeiter der Zeitung Correio da Manhã, wo er Vinícius de Moraes kennenlernte und mit ihm Freundschaft schloss.
Im Jahr 1944 übersiedelte Sabino nach Rio de Janeiro. Nach seinem Abschluss des Studiums der Rechtswissenschaften an der Bundesuniversität von Rio zog er 1946 für zwei Jahre mit Vinícius de Moraes nach New York.
Eines seiner bekanntesten Werke, O Encontro Marcado, wurde im Jahre 1956 publiziert. Es wurde auch im Ausland veröffentlicht und als Theaterstück adaptiert. Im Jahre 1957 entschloss sich Sabino, nur mehr als Schriftsteller und Journalist tätig zu sein. Er begann, täglich Berichte für die Zeitung Jornal do Brasil und monatlich Berichte für die Zeitschrift Senhor zu schreiben. Im Jahr 1960 kam O Homem Nu (Der nackte Mann) heraus, eine Sammlung von Kurzgeschichten Sabinos; der Verlag Editora do Autor war von Sabino, Rubem Braga und Walter Acosta gegründet worden. Im Jahre 1962 folgte A Mulher do Vizinho (Die Frau des Nachbarn), welches mit dem Cinaglia-Preis des Pen Club do Brasil ausgezeichnet wurde.
Im Jahre 1966 berichtete Sabino von der Fußball-Weltmeisterschaft für den Jornal do Brasil. Im Jahr 1967 gründete er gemeinsam mit Rubem Braga den Verlag Editora Sabiá. Dieser existierte zwar nur fünf Jahre, es wurden dort aber u. a. Bücher von Vinícius de Moraes, Paulo Mendes Campos, Otto Lara Resende, Carlos Drummond de Andrade, Manuel Bandeira, Cecília Meireles und Clarice Lispector herausgebracht.
Im Jahre 1979 wurde der Roman O Grande Mentecapto herausgebracht, der eine Serie von 30 weiteren Werken begann. Für dieses Werk bekam der den Prêmio Jabuti und es wurde Jahre später für Kino und Theater adaptiert. Im Juli 1999 wurde ihm für sein Lebenswerk der Prêmio Machado de Assis der Academia Brasileira de Letras verliehen.
Im Jahr 2004, einen Tag vor seinem 81. Geburtstag, erlag Sabino in seinem Haus in Ipanema (Rio de Janeiro) seiner etwa zwei Jahre zuvor diagnostizierten Leberkrebserkrankung. Seine Werke gehören heute zu den meistgelesenen in brasilianischen Schulen.

„Mein Sohn, am Ende geht alles gut aus. Wenn nicht, dann nur, weil es noch nicht zu Ende ist.“

## Werke
- Os Grilos Não Cantam Mais (1941)
- A Marca (1944)
- A Cidade Vazia (1950)
- A Vida Real (1952)
- O Encontro Marcado (1956), deutsche Übersetzung von Curt Meyer-Clason als Schwarzer Mittag (Köln 1962)[2]
- O Homem Nu (1960)
- A Mulher do Vizinho (1962)
- A Companheira de Viagem (1965)
- A Inglesa Deslumbrada (1967)
- Gente (1975)
- Deixa o Alfredo Falar! (1976)
- O Encontro das Águas (1977)
- O Grande Mentecapto (1979)
- A Falta que Ela Me Faz (1980)
- O Menino no Espelho (1982)
- O Gato Sou Eu (1983)
- Macacos Me Mordam (1984)
- A Vitória da Infância (1984)
- A Faca de Dois Gumes (1985)
- O Pintor que Pintou o Sete (1987)
- Martini Seco (1987)
- O Tabuleiro das Damas (1988)
- De Cabeça para Baixo (1989)
- A Volta por Cima (1990)
- Zélia, uma Paixão (1991)
- O Bom Ladrão (1992)
- Aqui Estamos Todos Nus (1993)
- Os Restos Mortais (1993)
- A Nudez da Verdade (1994)
- Com a Graça de Deus (1995)
- O Outro Gume da Faca (1996)
- Um Corpo de Mulher (1997)
- O Homem Feito (1998)
- Amor de Capitu (1998)
- No Fim Dá Certo (1998)
- A Chave do Enigma (1999)
- O Galo Músico (1999)
- Cara ou Coroa? (2000)
- Duas Novelas de Amor (2000)
- Livro aberto - Páginas Soltas ao Longo do Tempo (2001)
- Cartas Perto do Coração – Briefwechsel mit Clarice Lispector (2001)
- Cartas na Mesa – Briefwechsel mit Paulo Mendes Campos, Otto Lara Resende und Hélio Pellegrino (2002)
- Os Caçadores de Mentira (2003)
- Os Movimentos Simulados (2004)

## Verfilmungen
- 1997: Der nackte Mann (O homem nu)
- 2013: O Menino no Espelho